# منحنى تفارق الأوكسي هيموغلوبين

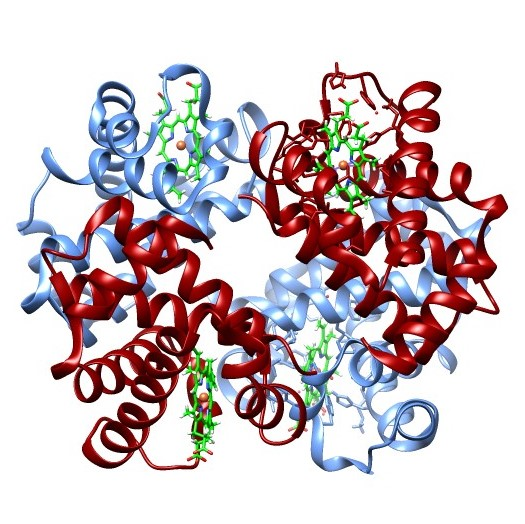
هيكل أوكسي هيموغلوبين

منحنى تفكك الأكسجين-الهيموجلوبين، المسمى أيضًا بمنحنى تفكك الأكسجين أو منحنى تفارق الأوكسي هيموغلوبين، هو منحنى يرسم نسبة الهيموغلوبين في شكله المشبع (المحمّل بالأكسجين) على المحور الرأسي مقابل توتر الأكسجين السائد على المحور الافقي. يعتبر هذا المنحنى أداة مهمة لفهم كيفية نقل الدم للأكسجين وإطلاقه. على وجه التحديد، يرتبط منحنى تفكك الأكسجين بتشبع الأكسجين (SO2) والضغط الجزئي للأكسجين في الدم (PO2)، ويتم تحديده من خلال ما يسمى «أُلفة الهيموغلوبين للأكسجين»؛ أي مدى سهولة اكتساب الهيموغلوبين لجزيئات الأكسجين وإطلاقها في السائل المحيط به.

## خلفية
الهيموغلوبين (Hb) هو الوسيلة الأساسية لنقل الأكسجين (O2) في الدم. كل جزيء هيموجلوبين لديه القدرة على حمل أربعة جزيئات أكسجين. ترتبط جزيئات الأكسجين هذه بحديد مجموعة ضميمة الهيم.
عندما لا يحتوي الهيموغلوبين على أكسجين مرتبط، ولا يحتوي على ثاني أكسيد كربون مرتبط، يكون له التشكل غير المنضم. يؤدي ارتباط جزيء الأكسجين الأول إلى تغيير شكل الهيموجلوبين مما يزيد من قدرته على الارتباط بجزيئات الأكسجين الثلاثة الأخرى.
في حالة وجود ثاني أكسيد الكربون المذاب، يتغير الرقم الهيدروجيني للدم؛ يؤدي هذا إلى تغيير آخر في شكل الهيموجلوبين، مما يزيد من قدرته على الارتباط بثاني أكسيد الكربون ويقلل من قدرته على الارتباط بالأكسجين. مع فقدان جزيء الأكسجين الأول، وربط جزيء ثاني أكسيد الكربون الأول، يحدث تغيير آخر في الشكل، مما يقلل بشكل أكبر من القدرة على ربط الأكسجين، ويزيد من القدرة على الارتباط بثاني أكسيد الكربون. يتم إطلاق الأكسجين المرتبط بالهيموجلوبين في بلازما الدم ويتم امتصاصه في الأنسجة، ويرتبط ثاني أكسيد الكربون الموجود في الأنسجة بالهيموجلوبين.
يحدث عكس هذه العملية في الرئتين. مع فقدان أول جزيء من ثاني أكسيد الكربون، يتغير الشكل مرة أخرى ويجعل من السهل إطلاق ثاني أكسيد الكربون الثلاثة الأخرى.
يُنقل الأكسجين أيضًا مذابًا في بلازما الدم، ولكن بدرجة أقل بكثير. الهيموجلوبين موجود في خلايا الدم الحمراء. يطلق الهيموغلوبين الأكسجين المرتبط عند وجود حمض الكربونيك، كما هو الحال في الأنسجة. في الشعيرات الدموية، حيث يتم إنتاج ثاني أكسيد الكربون، يتم إطلاق الأكسجين المرتبط بالهيموجلوبين في بلازما الدم ويتم امتصاصه في الأنسجة.
يسمى مقدار هذه السعة المملوءة بالأكسجين في أي وقت تشبع الأكسجين. معبرًا عنه كنسبة مئوية، فإن تشبع الأكسجين هو نسبة كمية الأكسجين المرتبطة بالهيموجلوبين، إلى قدرة الهيموجلوبين على حمل الأكسجين. يتم تحديد قدرة الهيموجلوبين على حمل الأكسجين حسب نوع الهيموجلوبين الموجود في الدم. ترتبط كمية الأكسجين المرتبطة بالهيموجلوبين في أي وقت، في جزء كبير منها، بالضغط الجزئي للأكسجين الذي يتعرض له الهيموجلوبين. في الرئتين، عند الغشاء الحويصلي الهوائي- الدموي، يكون الضغط الجزئي للأكسجين مرتفعًا بشكل نموذجي، وبالتالي يرتبط الأكسجين بسهولة بالهيموجلوبين الموجود. عندما ينتقل الدم إلى أنسجة الجسم الأخرى التي يكون فيها الضغط الجزئي للأكسجين أقل، يطلق الهيموغلوبين الأكسجين في الأنسجة لأن الهيموغلوبين لا يمكنه الحفاظ على قدرته الكاملة المقيدة للأكسجين في وجود ضغوط جزئية أقل من الأكسجين.

## الشكل السيني

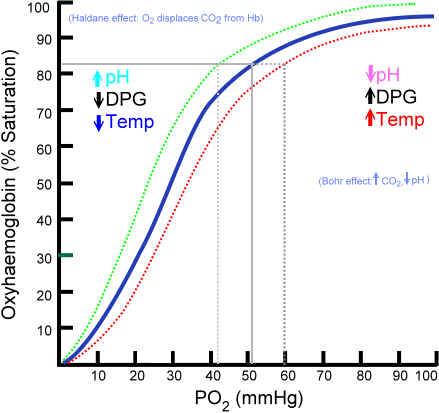
منحنى تشبع الهيموجلوبين

عادة ما يتم وصف المنحنى بشكل أفضل من خلال مخطط السيني، باستخدام صيغة من النوع:
{\displaystyle S(t)={\frac {1}{1+e^{-t}}}.}
يمكن لجزيء الهيموجلوبين أن يربط ما يصل إلى أربعة جزيئات أكسجين بطريقة قابلة للعكس.
ينتج شكل المنحنى عن تفاعل جزيئات الأكسجين المرتبطة مع الجزيئات الواردة. من الصعب ربط الجزيء الأول. ومع ذلك، فإن هذا يسهل ربط الثاني والثالث والرابع، ويرجع ذلك إلى التغيير التوافقي المستحث في بنية جزيء الهيموجلوبين الناجم عن ارتباط جزيء الأكسجين.
في أبسط أشكاله، يصف منحنى تفارق الأوكسي هيموغلوبين العلاقة بين الضغط الجزئي للأكسجين (المحور السيني) وتشبع الأكسجين (المحور الصادي). يزداد تقارب الهيموغلوبين للأكسجين مع ارتباط جزيئات الأكسجين المتعاقبة. يرتبط المزيد من الجزيئات مع زيادة الضغط الجزئي للأكسجين حتى يتم الوصول إلى الحد الأقصى للكمية التي يمكن ربطها. مع اقتراب هذا الحد، يحدث القليل جدًا من الارتباط الإضافي ومستويات المنحنى عندما يصبح الهيموجلوبين مشبعًا بالأكسجين. ومن ثم فإن المنحنى له شكل سيني أو شكل-S. عند ضغوط تزيد عن 60 ملم زئبق، يكون منحنى التفكك القياسي مسطحًا نسبيًا، مما يعني أن محتوى الأكسجين في الدم لا يتغير بشكل كبير حتى مع الزيادات الكبيرة في الضغط الجزئي للأكسجين. للحصول على المزيد من الأكسجين إلى الأنسجة يتطلب نقل الدم لزيادة عدد الهيموجلوبين (وبالتالي القدرة على حمل الأكسجين)، أو الأكسجين الإضافي الذي من شأنه زيادة الأكسجين المذاب في البلازما. على الرغم من أن ارتباط الأكسجين بالهيموجلوبين يستمر إلى حد ما بالنسبة للضغوط التي تبلغ حوالي 50 مم زئبق، حيث ينخفض الضغط الجزئي للأكسجين في هذه المنطقة شديدة الانحدار من المنحنى، يتم تفريغ الأكسجين إلى الأنسجة المحيطية بسهولة حيث يتضاءل تقارب الهيموجلوبين. يُعرف الضغط الجزئي للأكسجين في الدم الذي يكون فيه الهيموغلوبين مشبعًا بنسبة 50٪، حوالي 26.6 ملم زئبقي (3.5 كيلو باسكال) للشخص السليم، باسم P50. P50 هو مقياس تقليدي لتقارب الهيموغلوبين للأكسجين. في حالة وجود مرض أو ظروف أخرى تغير تقارب الهيموجلوبين بالأكسجين وبالتالي تحويل المنحنى إلى اليمين أو اليسار، يتغير P50 وفقًا لذلك. تشير زيادة P50 إلى حدوث تحول يمين في المنحنى القياسي، مما يعني أن ضغطًا جزئيًا أكبر ضروري للحفاظ على تشبع الأكسجين بنسبة 50٪. يشير هذا إلى انخفاض التقارب. على العكس من ذلك، يشير انخفاض P50 إلى تحول إلى اليسار وتقارب أعلى.
جزء «الهضبة» من منحنى تفارق الأوكسي هيموغلوبين هو النطاق الموجود في الشعيرات الدموية الرئوية (الحد الأدنى من انخفاض الأكسجين المنقول حتى ينخفض p(O2) بمقدار 50 مم زئبق).
الجزء «شديد الانحدار» من منحنى تفارق الأوكسي هيموغلوبين هو النطاق الموجود في الشعيرات الدموية الجهازية (يمكن أن يؤدي انخفاض صغير في الشعيرات الدموية الجهازية p(O2) إلى إطلاق كميات كبيرة من الأكسجين للخلايا النشطة الأيضية.

## العوامل التي تؤثر على منحنى التفكك القياسي
تتأثر القوة التي يرتبط بها الأكسجين بالهيموجلوبين بعدة عوامل. هذه العوامل تغير أو تعيد تشكيل منحنى تفارق الأوكسي هيموغلوبين. يشير التحول إلى اليمين إلى أن الهيموجلوبين قيد الدراسة لديه تقارب منخفض للأكسجين. هذا يجعل من الصعب على الهيموجلوبين الارتباط بالأكسجين (يتطلب ضغطًا جزئيًا أعلى من الأكسجين لتحقيق نفس التشبع بالأكسجين)، ولكنه يسهل على الهيموجلوبين إطلاق الأكسجين المرتبط به. يؤدي تأثير هذا التحول إلى اليمين في المنحنى إلى زيادة الضغط الجزئي للأكسجين في الأنسجة عندما تكون هناك حاجة ماسة إليه، مثل أثناء التمرين أو الصدمة النزفية. في المقابل، يتم إزاحة المنحنى إلى اليسار بعكس هذه الشروط. يشير هذا التحول إلى اليسار إلى أن الهيموغلوبين قيد الدراسة لديه تقارب متزايد للأكسجين بحيث يربط الهيموغلوبين الأكسجين بسهولة أكبر، لكنه يفرغه على مضض. يعد الانزياح الأيسر للمنحنى علامة على زيادة تقارب الهيموجلوبين للأكسجين (على سبيل المثال في الرئتين). وبالمثل، يُظهر التحول الأيمن تقاربًا أقل، كما يظهر مع زيادة درجة حرارة الجسم، أو أيونات الهيدروجين، أو تركيز 2,3 ثنائي الفوسفوغليسيرات أو تركيز ثاني أكسيد الكربون.
| عوامل الضبط                   | التغير | التحول في المنحنى |
| ----------------------------- | ------ | ----------------- |
| درجة حرارة                    | ↑      | →                 |
| درجة حرارة                    | ↓      | ←                 |
| 2,3 ثنائي الفوسفوغليسيرات     | ↑      | →                 |
| 2,3 ثنائي الفوسفوغليسيرات     | ↓      | ←                 |
| ضغط ثاني أكسيد الكربون الجزئي | ↑      | →                 |
| ضغط ثاني أكسيد الكربون الجزئي | ↓      | ←                 |
| الحموضة [H+]                  | ↑      | →                 |
| الحموضة [H+]                  | ↓      | ←                 |

ملحوظة:
- التحول الأيسر: إرتفاع جاذبية الإرتباط بالأكسجين
- التحول الأيمن: إنخفاض جاذبية الإرتباط بالأكسجين
- الهيموغلوبين الجنيني لديه جاذبية للإرتباط بالأكسجين أعلى من الهيموغلوبين البالغ؛ يرجع ذلك في المقام الأول إلى الانجذاب المنخفض جدًا إلى 2,3 ثنائي الفوسفوغليسيرات.

العوامل التي تحرك منحنى تفكك الأكسجين إلى اليمين هي تلك الحالات الفسيولوجية حيث تحتاج الأنسجة إلى مزيد من الأكسجين. على سبيل المثال، أثناء التمرين، تتمتع العضلات بمعدل استقلاب أعلى، وبالتالي تحتاج إلى المزيد من الأكسجين، وتنتج المزيد من ثاني أكسيد الكربون وحمض اللاكتيك، وترتفع درجة حرارتها.

### الرقم الهيدروجيني (pH)
يؤدي الانخفاض في الرقم الهيدروجيني (زيادة تركيز أيونات الهيدروجين (H+)) إلى تغيير المنحنى القياسي إلى اليمين، بينما تؤدي الزيادة إلى إزاحته جهة اليسار. يحدث هذا لأنه عند زيادة تركيز أيونات الهيدروجين، توجد بقايا الأحماض الأمينية المختلفة، مثل الهيستيدين 146، في الغالب في شكلها البروتوني مما يسمح لها بتكوين أزواج أيونية تعمل على استقرار الهيموغلوبين منقوص الأكسجين (ديوكسي هيموغلوبين) في الحالة T. الحالة T لها تقارب أقل للأكسجين من الحالة R، لذلك مع زيادة الحموضة، يرتبط الهيموغلوبين بكمية أقل من الأكسجين مع PO2 (والمزيد من أيونات الهيدروجين). يُعرف هذا بتأثير بور. يسمى الانخفاض في السعة الكلية الملزمة للهيموجلوبين بالأكسجين (أي تحويل المنحنى لأسفل، وليس فقط إلى اليمين) بسبب انخفاض درجة الحموضة، تأثير الجذر. يظهر هذا في الأسماك العظمية. يكون تقارب ارتباط الهيموجلوبين بـ الأكسجين أكبر في ظل درجة حموضة عالية نسبيًا.

### ثاني أكسيد الكربون (CO2)
يؤثر ثاني أكسيد الكربون على المنحنى بطريقتين. أولاً، يتسبب تراكم ثاني أكسيد الكربون في تكوين مركبات الكاربامينو من خلال التفاعلات الكيميائية، التي ترتبط بالهيموغلوبين مكونًا كربامينوهيموغلوبين. يعتبر ثاني أكسيد الكربون تنظيمًا خيفيًا لأن التثبيط لا يحدث في موقع ارتباط الهيموجلوبين. ثانيًا، يؤثر على الأس الهيدروجيني داخل الخلايا بسبب تكوين أيون البيكربونات. يعمل تكوين الكاربامينوهيموغلوبين على استقرار الهيموغلوبين في الحالة التائية عن طريق تكوين أزواج أيونية. يتم نقل حوالي 5-10% فقط من إجمالي محتوى ثاني أكسيد الكربون في الدم كمركبات كاربامينو، بينما يتم نقل (80-90%) على هيئة أيونات بيكربونات ويتم إذابة كمية صغيرة في البلازما. يؤدي تكوين أيون البيكربونات إلى إطلاق بروتون في البلازما، مما يقلل الرقم الهيدروجيني (زيادة الحموضة)، مما يؤدي أيضًا إلى إزاحة المنحنى إلى اليمين كما تمت مناقشته أعلاه؛ ينتج عن انخفاض مستويات ثاني أكسيد الكربون في مجرى الدم ارتفاع درجة الحموضة، وبالتالي يوفر ظروف ربط أفضل للهيموجلوبين والأكسجين. هذه آلية مفضلة من الناحية الفسيولوجية، لأن الهيموغلوبين سوف يسقط المزيد من الأكسجين مع زيادة تركيز ثاني أكسيد الكربون بشكل كبير حيث يحدث تنفس الأنسجة بسرعة والحاجة إلى الأكسجين.

### 2,3 ثنائي الفوسفوغليسيرات
المقال الرئيسي: 2,3 ثنائي الفوسفوغليسيرات
2,3 ثنائي الفوسفوغليسيرات هو فوسفات عضوي يتكون في خلايا الدم الحمراء أثناء تحلل الجلوكوز وهو القاعدة المترافقة لحمض 2,3 ثنائي الفوسفوغليسيرات. من المحتمل أن يكون إنتاج 2,3 ثنائي الفوسفوغليسيرات آلية تكيفية مهمة، لأن الإنتاج يزداد لعدة حالات في وجود تناقص توافر أكسجين الأنسجة المحيطية، مثل نقص تأكسج الدم، وأمراض الرئة المزمنة، وفقر الدم، وقصور القلب، من بين أمور أخرى. تؤدي المستويات المرتفعة من 2,3 ثنائي الفوسفوغليسيرات إلى تحويل المنحنى إلى اليمين (كما في الطفولة)، بينما تؤدي المستويات المنخفضة من 2,3 ثنائي الفوسفوغليسيرات إلى حدوث تحول إلى اليسار، كما هو الحال في حالات مثل الصدمة الإنتانية ونقص فوسفات الدم. في حالة عدم وجود 2,3 ثنائي الفوسفوغليسيرات، تزداد ألفة الهيموجلوبين للأكسجين. يعمل 2,3 ثنائي الفوسفوغليسيرات كمؤثر غير متجانس للهيموجلوبين، مما يقلل من تقارب الهيموجلوبين للأكسجين عن طريق الارتباط التفضيلي بالهيموغلوبين منقوص الأكسجين (ديوكسي هيموغلوبين). يساعد التركيز المتزايد لـ 2,3 ثنائي الفوسفوغليسيرات في خلايا الدم الحمراء على تكوين حالة الهيموجلوبين ذات التقارب المنخفض T (مشدودة أو متوترة) وبالتالي سيتحول منحنى الارتباط بالأكسجين إلى اليمين.

### درجة حرارة
تؤدي الزيادة في درجة الحرارة إلى تغيير منحنى تفارق الأوكسي هيموغلوبين إلى اليمين. إذا زادت درجة الحرارة مع إبقاء ذرة الأكسجين كما هي، فإن تشبع الأكسجين ينخفض لأن الرابطة بين الحديد في الهيموغلوبين والأكسجين يتم تغييرها. وبالمثل، مع زيادة درجة الحرارة، يزداد الضغط الجزئي للأكسجين أيضًا. لذلك، سيكون لدى المرء نسبة تشبع أقل للهيموغلوبين لنفس ذرة الأكسجين أو ضغط جزئي أعلى للأكسجين. وبالتالي، فإن أي نقطة في المنحنى ستتحول إلى اليمين (بسبب زيادة الضغط الجزئي للأكسجين) ولأسفل (بسبب ضعف الرابطة بين الأكسجين والهيموغلوبين. ومن ثم، فإن الانزياح نحو اليمين في المنحنى.

### أول أكسيد الكربون (CO)
يرتبط الهيموغلوبين بأول أكسيد الكربون 210 مرة بسهولة أكبر من ارتباطه بالأكسجين. بسبب هذا التقارب العالي للهيموجلوبين بأول أكسيد الكربون مقارنة بالأكسجين، يعتبر أول أكسيد الكربون منافسًا ناجحًا للغاية والذي سيحل محل الأكسجين حتى في ضغوط جزئية ضئيلة. يؤدي تفاعل HbO2 + CO → HbCO + O2 إلى إزاحة جزيئات الأكسجين بشكل لا رجعة فيه تقريبًا؛ يكون ارتباط أول أكسيد الكربون بمركز الهيموجلوبين الحديدي أقوى بكثير من ارتباط الأكسجين، ويظل موقع الارتباط مغلقًا لبقية دورة حياة خلايا الدم الحمراء المصابة. مع زيادة مستوى أول أكسيد الكربون، يمكن أن يعاني الشخص من نقص شديد للأكسجين في الأنسجة مع الحفاظ على pO2 طبيعي لأن الكربوكسي هيموغلوبين لا يحمل الأكسجين إلى الأنسجة.

### آثار ميتهيموغلوبينية الدم
ميتهيموغلوبينية الدم هي شكل من أشكال الهيموغلوبين غير الطبيعي حيث يتأكسد مركز الحديد من حالة الأكسدة الحديدية +2 (الشكل الطبيعي) إلى حالة الحديد +3. يتسبب هذا في حدوث تحول يسار في منحنى تفارق الأوكسي هيموغلوبين، حيث أن أي هيم متبقي مع الحديد الحديد المؤكسج (حالة+2) غير قادر على تفريغ الأكسجين المرتبط به في الأنسجة (لأن الحديد3+ يضعف تعاون الهيموغلوبين)، مما يزيد من تقاربه مع الأكسجين. ومع ذلك، فقد زاد الميتهيموغلوبين من تقارب السيانيد، وبالتالي فهو مفيد في علاج التسمم بالسيانيد. في حالات الابتلاع العرضي، يمكن استخدام النتريت (مثل نتريت الأميل) لأكسدة الهيموغلوبين عن عمد ورفع مستويات الميتهيموغلوبين، واستعادة عمل السيتوكروم أكسيداز. يعمل النتريت أيضًا كموسع للأوعية، ويعزز الإمداد الخلوي للأكسجين، كما أن إضافة ملح الحديد يوفر ارتباطًا تنافسيًا للسيانيد الحر باعتباره أيون سيانو حديديك سداسي خامل كيميائيًا حيويًا. نهج بديل ينطوي على إدارة الثيوكبريتات، وبالتالي تحويل السيانيد إلى ثيوسيانات، التي تفرز عن طريق الكلى. يتشكل الميتهيموغلوبين أيضًا بكميات صغيرة عندما يؤدي تفكك أوكسي هيموغلوبين إلى تكوين ميثيموغلوبين والأكسيد الفائق، بدلاً من المنتجات المعتادة. الأكسيد الفائق هو أحد الجذور الحرة ويسبب ضررًا كيميائيًا حيويًا، ولكن يتم تحييده عن طريق عمل إنزيم ديسموتاز الفائق.

### آثار ميو-إينوزيتول ثلاثي سبيروفوسفاتي
ميو-إينوزيتول ثلاثي سبيروفوسفاتي، المعروف أيضًا باسم OXY111A، هو فوسفات إينوزيتول يسبب تحولًا يمينًا في منحنى تفارق الأوكسي هيموغلوبين من خلال تعديل تفارغي للهيموجلوبين داخل خلايا الدم الحمراء. إنه دواء تجريبي يهدف إلى تقليل نقص الأكسجة في الأنسجة. يبدو أن التأثيرات تستمر تقريبًا طالما بقيت خلايا الدم الحمراء المصابة في الدورة الدموية.

## الهيموجلوبين الجنيني

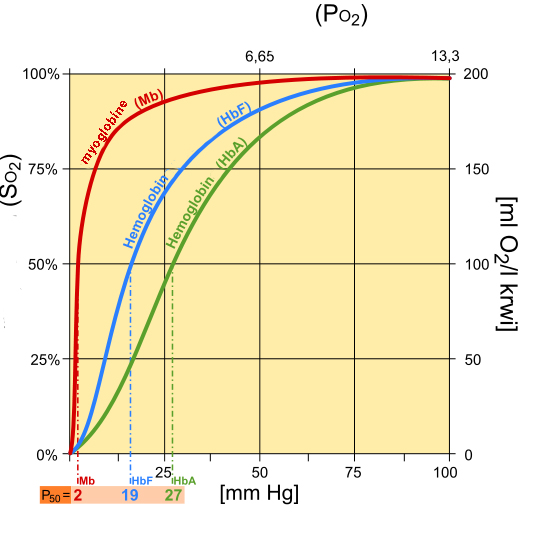
منحنى تشبع الهيموجلوبين الجنيني

يختلف الهيموغلوبين الجنيني (HbF) هيكليًا عن الهيموغلوبين الطبيعي للبالغين (HbA)، مما يعطي الهيموجلوبين الجنيني تقاربًا أعلى للأكسجين من هيموغلوبين A. يتكون الهيموجلوبين الجنيني من سلسلتي ألفا واثنين من سلاسل جاما بينما يتكون هيموغلوبين A من سلسلتين ألفا وسلسلتين بيتا. يتحول منحنى تفكك الجنين إلى اليسار بالنسبة لمنحنى الشخص البالغ الطبيعي بسبب هذه الاختلافات الهيكلية.
عادة، يكون ضغط الأكسجين الشرياني للجنين أقل من ضغط الأكسجين الشرياني لدى البالغين. ومن ثم فإن التقارب العالي لربط الأكسجين مطلوب عند مستويات أقل من الضغط الجزئي في الجنين للسماح بانتشار الأكسجين عبر المشيمة. في المشيمة، تتشكل تراكيز أعلى من 2,3 ثنائي الفوسفوغليسيرات، وترتبط 2,3 ثنائي الفوسفوغليسيرات بسهولة بسلاسل بيتا بدلاً من سلاسل ألفا. نتيجة لذلك، يرتبط 2,3 ثنائي الفوسفوغليسيرات بقوة أكبر بالهيموجلوبين البالغ، مما يتسبب في إطلاق هيموغلوبين A مزيدًا من الأكسجين لامتصاصه من قبل الجنين، الذي لا يتأثر الهيموجلوبين الجنيني بـ 2,3 ثنائي الفوسفوغليسيرات. يقوم الهيموجلوبين الجنيني بعد ذلك بتوصيل الأكسجين المرتبط إلى الأنسجة التي لديها ضغوط جزئية أقل حيث يمكن إطلاقه.

## روابط خارجية
- The Interactive Oxyhemoglobin Dissociation Curve
- Simulation of the parameters CO2, pH and temperature on the oxygen–hemoglobin dissociation curve (left or right shift)
- Nosek، Thomas M. "Section 4/4ch5/s4ch5_18". Essentials of Human Physiology. مؤرشف من الأصل في 2016-03-24.